# Сімферопольська татарська вчительська школа
Сімферопольська татарська вчительська школа (СТУШ) (з 1917 року — Сімферопольська татарська вчительська семінарія (кримськотат. Акъмесджит дарульмуаллимини)) — навчальний заклад для підготовки викладацьких кадрів для початкових кримськотатарських шкіл.

## Історія
Школа була відкрита у 1872 році у східній частині Старого міста в Сімферополі і являє собою довгу кутову будівлю, частково двоповерхову, з просторим подвір'ям та численними спорудами. Школа перебувала в управлінні Міністерства народної освіти і підпорядковувалася Одеському навчальному округу.
Термін навчання у школі був 6 років, були також підготовчі курси. Щороку набір складав 40 учнів.
Викладання велося російською мовою. Програма також забезпечувала вивчення таких предметів, як чистописання, арифметика з коротким курсом геометрії, природознавство (пізніше було перейменоване на «природознавство і географія»), історія, мусульманське віровчення, кримськотатарська мова, малювання, музика, гігієна, палітурне і шевське ремесло. Крім того, викладали гімнастику.
Почесними піклувальниками Сімферопольської татарської вчительської школи були кримськотатарські дворяни (мурзи): губернський секретар Мемет Карашайський, депутат Держдуми, меценат, полковник Ісмаїл Муфтізаде (з 1891 по 1903 рік), надвірний радник і меценат Саїд-бей Булгаков, корнет запасу Селямет мурза Кипчацький, статський радник Умер мурза Караманов. Особливо виділяються Ісмаїл Муфті-заде і Саїдбей Булгаков. Завдяки зусиллям І. Муфті-заде в курс навчання було введено кримськотатарську та арабську мови, а також посилено викладання мусульманського віровчення. На свої кошти він придбав землю для розширення шкільного подвір'я і дозволив користуватися нею безоплатно з правом поступового викупу. Завдяки його зусиллям з різних джерел було зібрано 15 000 рублів, на які школа змогла збудувати двоповерхову будівлю.
У 1917 році, після Лютневої революції, Сімферопольська татарська вчительська школа переходить у відання Тимчасового кримсько-мусульманського виконавчого комітету. Інспектором школи призначається Абдуреїм Челебі Муфті-заде, який робить спробу реформувати навчальний заклад. Зокрема, його статусу — Сімферопольську татарську вчительську семінарію. Однак, незважаючи на зусилля реформування навчального закладу, після Громадянської війни вона припиняє свою роботу.

### Жіноче педучилище (Дарульмуалімат) ім. І. Гаспринського
У 1921 р., з утвердженням у Криму Радянської влади, колишня будівля Сімферопольської татарської вчительської школи привернула до себе увагу членів Кримського уряду. На одному із засідань Наркомосу Кримської АРСР учений Б. Чобан-заде висловився про необхідність проведення ремонтних робіт на території колишньої вчительської школи. І цього ж року в будівлю переїхало кримськотатарське педучилище для дівчат (Дарульмуаллімат) ім. І. Гаспринського. Раніше цей навчальний заклад розташовувався на вул. Цвинтарній, буд.66. На момент переїзду в нову будівлю, кількість учнів в училищі досягла 200 осіб. Педучилище проіснувало в новій будівлі колишньої Сімферопольської татарської вчительської школи до 1923 р. Навчальний заклад розформували, а його учениці були переведені переважно в Тотайкойський педагогічний технікум.

### Татарський фельдшерсько-акушерський технікум
Татарський фельдшерсько-акушерський технікум (пізніше Татарський обласний медичний політехнікум) було відкрито 1922 року в будівлі колишньої Сімферопольської татарської вчительської школи, де одночасно функціонувало Жіноче педучилище (Дарульмуаллімат) ім. І. Гаспринського. Сусідство тривало протягом трьох років, оскільки в 1925 р. технікум був переведений у будівлю колишнього Будинку губернатора за адресою вул. Леніна, буд. 15. Татарський фельдшерсько-акушерський технікум за всю історію неодноразово змінював місце свого розташування, а також статус і назву.

### Дев'ятирічна зразково-показова кримськотатарська школа (№13)
У 1923 р. після закриття Жіночого педучилища (Дарульмуаллімату) ім. І. Гаспринського в колишньому приміщенні Сімферопольської татарської вчительської школи було відкрито Дев'ятирічну зразково-показову кримськотатарську школу, яка згодом отримала номер «13». Цей заклад функціонував у колишній будівлі вчительської школи, вже за адресою вул. Шкільна, буд. 4, до 1936 р., після чого переїхав до нового приміщення — до спеціально збудованої шкільної будівлі на вул. Караїмській, буд. 23а.

### Сучасність
Нині в будівлі Сімферопольської татарської вчительської школи розташовується Спеціальна (корекційна) загальноосвітня школа для дітей з обмеженими можливостями здоров'я «Злагода» і має номер «32».

## Педагоги
Педагогічний колектив СТВШ здебільшого складався з освічених і професійно підготовлених викладачів, які довгі роки своєї діяльності присвятили навчанню та вихованню майбутніх татарських учителів. Так, за звітом школи за 1894-95 навчальний рік, вчителями російської мови були статський радник Г. Додохов, який здобув освіту в Дерптському університеті, і статський радник А. Чорногубов, який закінчив курс у спеціальних класах Лазаревського інституту східних мов. Викладачем історії та географії був статський радник В. Андрєєв, він закінчив Новоросійський університет зі ступенем кандидата природничих наук і в СТВШ працював 26 років. Математику викладав Я. Майкопар, він закінчив Московську гімназію і мав звання вчителя повітового училища, у СТУШ пропрацював 28 років. Викладач мусульманського віровчення Мемет-ефенді Наїбов закінчив курс у Бахчисарайському Ханському медресе. Учитель чистописання Я. І. Ємельяненко мав звання вчителя повітового училища. А. А. Ястребков, учитель малювання, закінчив Московське Строгановське училище технічного малювання. У приготувальному класі були два наглядачі: титулярний радник Р. Хасабов, який закінчив курс у спеціальних класах Лазаревського інституту східних мов, і В. Зубковський, який мав звання народного вчителя. Гімнастику викладав Г. Москопуло, він закінчив курс в Одеському піхотному юнкерському училищі. У школі були вчителі шевського і столярного ремесла.
Інспекторами (директорами) школи у різний час були: З. Тахтаров, А. Багатур'янц, І. Казас, М. Дубровний, Х. Монастирли, В. Філоненко, О. Муфті-заде, С. Благовіщенський. Незважаючи на те, що інспектори були різних національностей, всі вони володіли кримськотатарською мовою, були знайомі з кримськотатарською культурою і користувалися повагою у місцевого населення.

## Відомі випускники
Алі Боданінський — кримськотатарський журналіст, просвітитель, національний діяч, член і секретар Курултаю в грудні 1917 року, в 1919 керуючий справами РНК Кримської РСР.
Усеїн Боданінський — кримськотатарський історик, художник, мистецтвознавець, етнограф, перший директор Бахчисарайського палацу-музею.
Ібрагім Ібрагімов — вчитель, народний комісар освіти Кримської АРСР, заступник торгового представника СРСР Туреччини, перебіжчик, емігрант.
Решид Медієв — кримськотатарський громадський діяч, депутат Державної думи II скликання від Таврійської губернії.
Сеїтджеліль Хаттатов — кримськотатарський педагог, політик і просвітитель; після революції 1905—1907 років долучається до руху молодотатар, бере участь у суспільно-політичному житті Криму. У 1917 році бере активну участь в організації Тимчасового Кримського Мусульманського Виконавчого Комітету, був репресований у так званій справі про «націоналістичну партію „Міллі-фірка“» та двічі відбував покарання в системі ГУЛАГ.
Ісмаїл Фірдевс — вчитель, більшовик, після Жовтневого перевороту обіймав провідні посади у Криму. Один із головних борців за встановлення радянської влади у Криму. Був репресований та розстріляний у 1937 році.
Усеїн Балич — вчитель, народний комісар освіти Кримської АРСР.
Яґя Наджи Байбуртли — кримськотатарський письменник, лінгвіст, педагог. Автор підручника кримськотатарської мови. Репресований 1937 року. Посмертно реабілітовано 1957 року.